# Miyake-jima
Miyake-jima (jap. 三宅島) ist eine Vulkaninsel im Pazifischen Ozean. Sie gehört geographisch zu den japanischen Izu-Inseln und zählt, wie die gesamte Inselgruppe, administrativ zur Präfektur Tokio.

## Geographie
Miyake-jima liegt etwa 180 km südlich von Tokio und 22 km nördlich der benachbarten Insel Mikura-jima, mit der sie die Unterpräfektur Miyake (三宅支庁, Miyake-shichō) bildet. Die Insel ist etwa 11 km lang, bis zu 8 km breit und weist eine Fläche von 55,21 km² auf. Sie ist nach Izu-Ōshima und Hachijō-jima die drittgrößte der Izu-Inseln.

## Gemeinde Miyake
Die Gemeinde Miyake (三宅村, Miyake-mura, wörtlich „Dorf Miyake“) umfasst neben der Insel Miyake auch die etwa 10 km westsüdwestlich gelegene kleine und unbewohnte Felsengruppe Ōnohara-jima. Im April 2009 hatte die Gemeinde 2324 Einwohner auf 55,23 km². Die Bevölkerungsdichte beträgt 42 Ew./km². Die Insel hat mehrere Ortschaften entlang der Küste. Hauptort, und Sitz der Gemeinde, ist Tsubota an der Südostküste.

## Vulkanismus
Miyake-jima wird zum Bogen der Izu-, Bonin- und Marianen-Inseln gerechnet. In den Grundzügen war der Aufbau des Vulkans vor über 10.000 Jahren abgeschlossen. Aus dieser Zeit stammt die Kuwakidaira-Caldera mit einem Durchmesser von 3,5 Kilometer in der Mitte der Insel. Darin entstand bei einem Ausbruch vor rund 2500 Jahren die Hatchodaira-Caldera mit einem Durchmesser von 1,5 Kilometer. Weitere Ausbrüche, bei denen Basaltandesit gefördert wurde, schufen im Inneren der Calderen den Schichtvulkan Oyama, den höchsten Punkt der Insel. Vor dem Jahr 2000 hatte er eine Höhe von 815 Metern über dem Meeresspiegel.
Kennzeichnend für die Ausbrüche der vergangenen 600 Jahre waren Spalteneruptionen, bei denen Schlacke ausgeworfen wurde und Lavaströme austraten. Wenn die Spalten bis in den Bereich der Küste reichten, kam es zu phreatomagmatischen Explosionen, bei denen Maare, Tuffringe und Explosionskrater entstanden.
Im 20. Jahrhundert kam es 1940, 1962, 1983 und 2000 zu Ausbrüchen. 1940 starben 11 Menschen. Der damalige Ausbruch erfolgte ebenso wie der von 1962 aus Spalten im Nordosten der Insel. Am 3. Oktober 1983 öffnete sich eine 4,5 Kilometer lange Spalte im Südwesten der Insel, aus der Lavafontänen in die Höhe schossen. Es bildeten sich Lavaströme, von denen einer nach Süden floss, das Meer erreichte und dort phreatomagmatische Explosionen auslöste. Ein weiterer Lavastrom wandte sich nach Westen und überschüttete große Teile des Dorfes Ako, wobei rund 400 Häuser zerstört wurden. Die rund 1400 Einwohner Akos wurden mit Booten und Bussen evakuiert. Ähnlich wie beim Ausbruch des Eldfells in Island 1973 wurde versucht, die Lava mit Meerwasser zu kühlen, um ihr weiteres Vordringen zu verlangsamen. Der Ausbruch endete nach zehn Stunden.

Satellitenaufnahmen von Miyake-jima
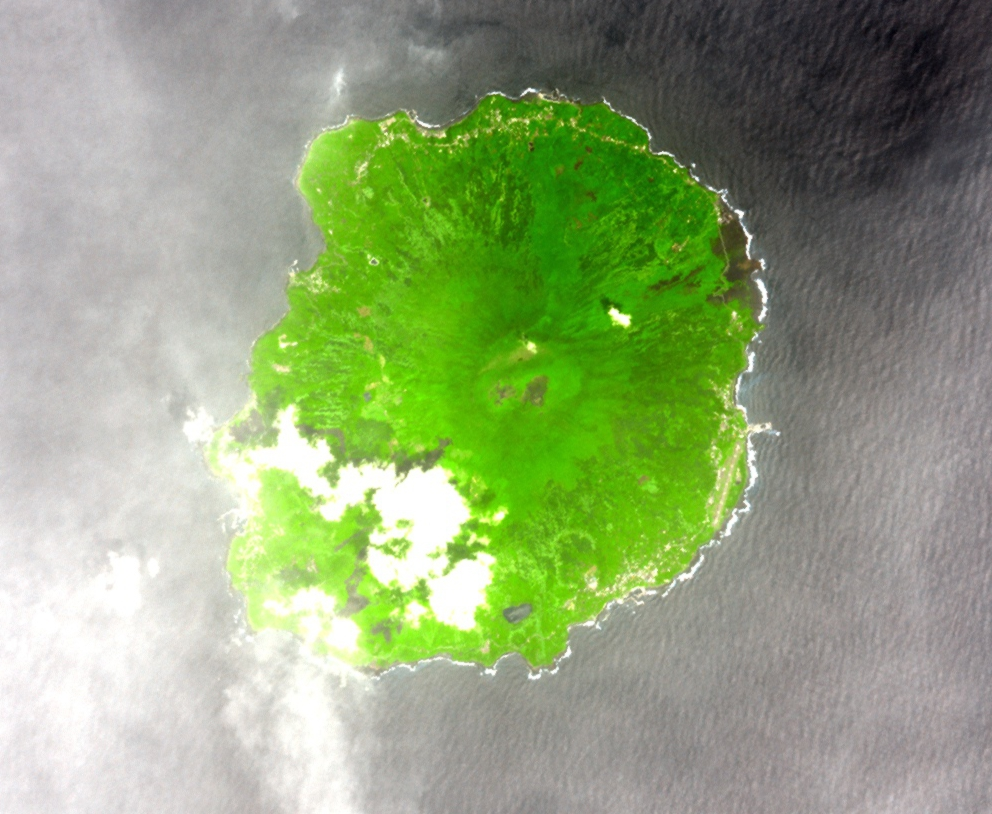
16. Mai 2000
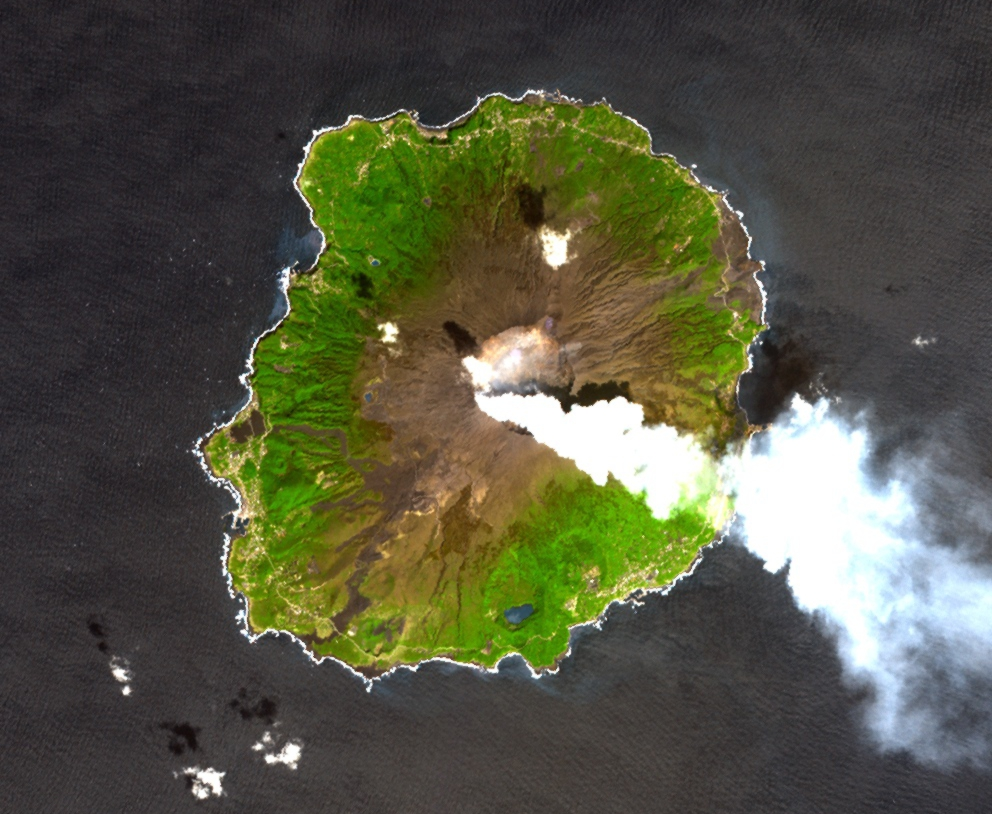
1. April 2001
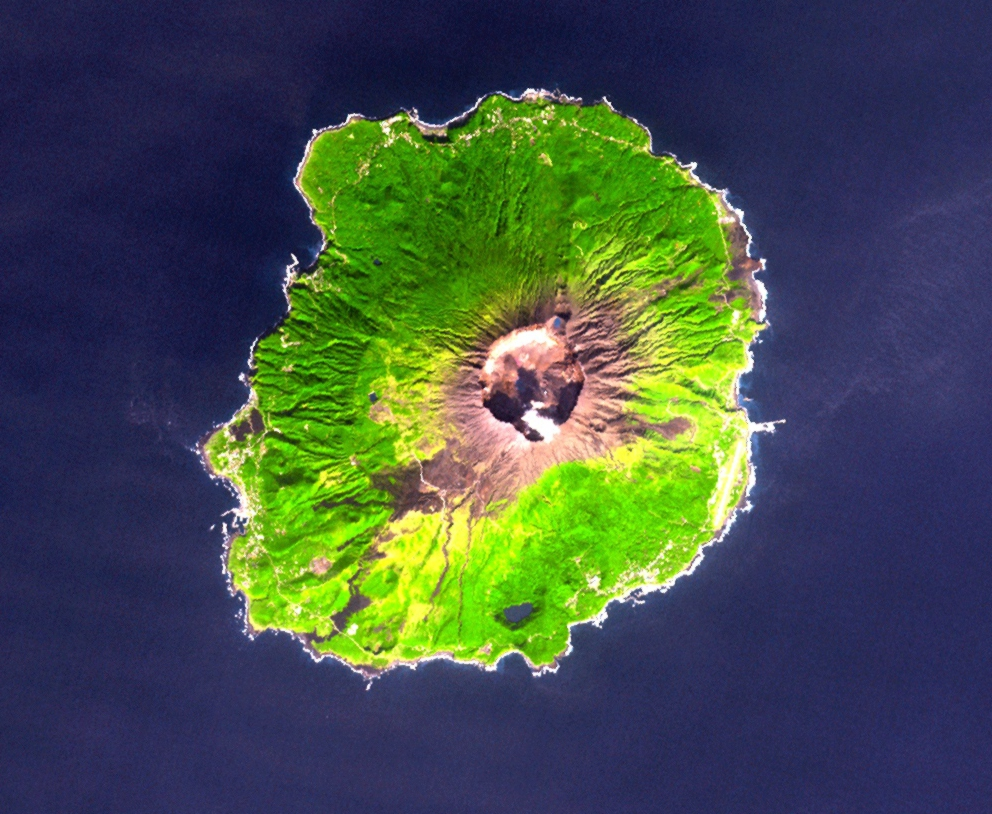
14. November 2011

Am 27. Juni 2000 kam es rund einen Kilometer westlich von Miyake-jima zu einer kleineren submarinen Eruption. Bereits am Vortag war eine Serie von Erdbeben registriert worden, deren Epizentren sich über mehrere Tage nach Nordwesten in Richtung der Insel Kōzu-shima verlagerten. Ein Erdbeben am 1. Juli mit einer Magnitude (MW) von 6,1 löste auf Kōzu-shima einen Erdrutsch aus, durch den ein Mensch starb. Ab dem 8. Juli bildete sich in der Mitte von Miyake-jima eine neue Caldera, die Mitte August einen Durchmesser von 1,6 Kilometer und eine Tiefe von 450 Metern hatte. Ab dem 10. August kam es im Bereich der neuen Caldera verstärkt zu phreatischen und phreatomagmatischen Eruptionen, die Asche und Lapilli förderten und bis Ende September anhielten. Bei einem Ausbruch am 18. August stieg eine Eruptionssäule über zehn Kilometer hoch auf. Die Serie von Erdbeben wird als die Entstehung von Dykes interpretiert, in die Magma aus der Magmakammer unter Miyake-jima eindrang. Anschließend brach die Decke über der Magmakammer ein, wodurch die Caldera entstand.
Ende August 2000 wurden alle rund 3800 Einwohner der Insel evakuiert, da befürchtet wurde, dass Regenfälle die Ascheablagerungen mobilisieren und Schlammlawinen auslösen könnten. Ab September emittierte der Vulkan außerordentlich große Mengen an Schwefeldioxid (SO2). Die Emissionen erreichten im November 2000 mit 80.000 Tonnen pro Tag ihren Höhepunkt und gingen bis Ende 2004 auf 2000–5000 Tonnen pro Tag zurück. Trotz weiterhin hoher SO2-Konzentrationen wurde die Evakuierung der Bewohner im Februar 2005 beendet. Den Inselbewohnern wurde geraten, Atemschutzmasken mit sich zu führen; zudem galten Zugangsbeschränkungen in stark gefährdeten Gebieten. Zur raschen Information der Bevölkerung bei erhöhten SO2-Konzentrationen wurden Warnlampen und Lautsprecher genutzt. Nach 2000 kam es mehrfach, zuletzt 2010, zu kleineren explosiven Eruptionen im Bereich der Caldera.

## Fauna und Flora
Miyake-jima liegt als Teil der Izu-Inseln im Fuji-Hakone-Izu-Nationalpark. Die Insel weist, trotz menschlicher Einflüsse wie auch vulkanischer Aktivitäten, eine große Artenvielfalt auf. Erwähnenswert ist die nur auf wenigen Izu-Inseln vorkommende Izu-Drossel (Turdus celaenops).